# Wikipédia en polonais
Wikipédia en polonais (en polonais : Polskojęzyczna Wikipedia) est l’édition de Wikipédia en polonais, langue slave parlée en Pologne. L'édition est lancée le 6 septembre 2001. Son code est : pl.
Au 20 mars 2025, l'édition en polonais contient 1 651 776 articles et compte 1 363 414 contributeurs, dont 4 369 contributeurs actifs et 94 administrateurs.

## Présentation

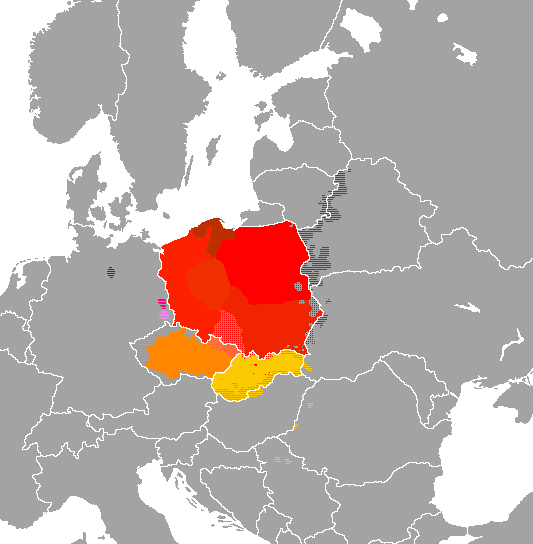
Le polonais au sein des langues slaves occidentales.
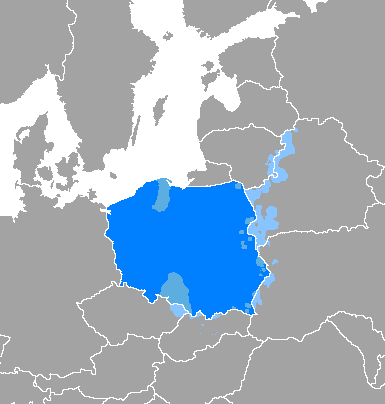
Aire de diffusion du polonais.

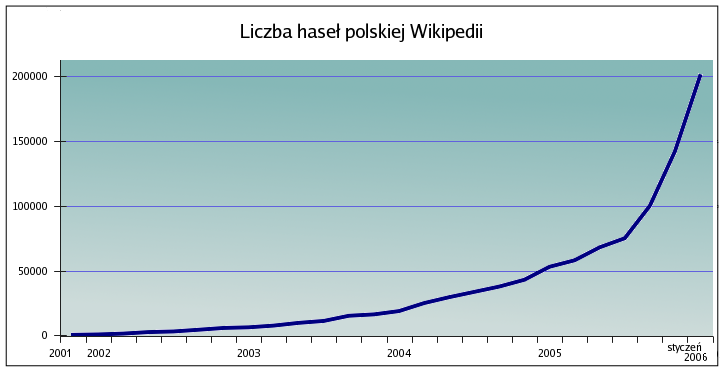
Évolution du nombre d'articles

## Statistiques

Au passage des 1 500 000 articles.

- Le 11 juillet 2013, l'édition en polonais compte 981 377 articles et 566 633 utilisateurs, ce qui en fait la 9e édition de Wikipédia en taille, en nombre d'articles.
- Le 25 janvier 2019, elle en compte 1 316 637 et n'est plus que la 10e édition de Wikipédia en nombre d'articles, mais sa 8e édition en nombre de contributions. Son nombre d'utilisateurs atteint 935 417, soit une augmentation de 65 % en un peu plus de cinq ans. En décembre 2021, l'encyclopédie dépasse 1 500 000 articles[2].
- Le 27 octobre 2022, elle contient 1 540 279 articles et compte 1 198 824 contributeurs, dont 4 239 contributeurs actifs et 100 administrateurs.
- Le 9 août 2024, elle contient 1 624 991 articles et compte 1 323 504 contributeurs, dont 4 423 contributeurs actifs et 97 administrateurs.

## Premières années entre vrai canular et fausse accusation

### Une supercherie...
Henryk Batuta est un personnage fictif de Wikipédia en polonais, objet de la plus grande imposture de l’histoire de cette version linguistique de Wikipédia. L’article prétendant présenter sa biographie, en réalité entièrement imaginaire, est créé le 8 novembre 2004 et inclut des références croisées à 17 autres pages, y compris un article sur Ernest Hemingway.
Lorsque la supercherie est suspectée et que l'article est proposé à la suppression, les responsables du canular essaient encore de trouver de fausses preuves de l'existence du personnage, notamment une rue Batuta à Varsovie, qui en réalité n'a rien à voir, batuta désignant en polonais une baguette magique ou une baguette de chef d'orchestre et les rues du quartier portant toutes des noms liés à la musique. Plus tard, l'un des falsificateurs déclarera à The Observer qu'une de leurs motivations était politique et qu'ils voulaient attirer l'attention sur l'existence de noms de rues glorifiant des responsables soviétiques qui ne méritaient pas cet honneur.
Il semblerait par ailleurs qu'ils aient voulu prouver la vulnérabilité du travail de recherche sur internet en général et de Wikipédia en particulier. Mais le faux finit donc par être démasqué, et le 4 février 2006, le contenu de l'article est changé pour devenir le récit de l'histoire du canular.

### ...et une calomnie
En avril 2007, lors d'un examen national des élèves de la sixième (13 ans environ), on se rendit compte de l'existence d'une erreur dans le test d'histoire qui devait vérifier les connaissances des jeunes gens. Pour tenter d'expliquer cette erreur, le Ministère de l'éducation nationale déclare que les informations fausses qui se sont glissées dans une des questions proviennent d'un article de l'encyclopédie Wikipédia en polonais.
À la suite de cette mise en cause, les rédacteurs de Wikipédia montrent qu'aucune erreur de la sorte ne se trouve, ni ne s'est jamais trouvée, dans l'article incriminé.
La Commission centrale des examens du Ministère publie alors une mise au point officielle dans laquelle elle donne raison à l'encyclopédie en ligne. Elle reconnait que l'information erronée n'aurait pas dû se trouver dans le texte des questions de l'examen et précise : « Elle ne se trouvait pas dans l'article de Wikipédia qui a été utilisé ».

## Les prises de position en matière de droit européen
Le 5 juillet[Quand ?], Wikipedia a cessé d'être disponible en Pologne, en Italie et en Espagne, en signe de protestation contre le vote de la directive, qui menacerait Internet.

## Édition en DVD
La première version DVD de Wikipédia en polonais sort en août 2005. Ce premier DVD mis en vente par le magazine Enter SPECIAL (le DVD est vendu avec le magazine) n’est cependant pas légal pour plusieurs raisons : le producteur n’a pas tenté de contacter la fondation Wikimédia avant de rendre ce DVD disponible sur le marché et la version du DVD en elle-même ne respecte pas la GFDL. De plus, le logiciel utilisé sur ce DVD ne fonctionne pas correctement avec Windows 98.
En 2007, un nouveau DVD produit par Wikimedia Polska (l’association locale représentant la fondation Wikimedia en Pologne) est en préparation. Il doit être publié par la maison d’édition Helion, qui selon une étude produite en 2009 « détient un quasi-monopole des publications concernant l'informatique » en Pologne. Ce DVD, contenant des articles ayant été écrits avant le 4 juin 2006, est terminé le 24 novembre 2006 et doit sortir au printemps 2007.

Logo du dixième anniversaire de Wikipédia en polonais.
Logo du quinzième anniversaire de Wikipédia en polonais.
Logo du vingtième anniversaire de Wikipédia en polonais.